# MG GS
La MG GS è un'autovettura prodotta dalla SAIC con marchio Morris Garages dal 2015 al 2019.

## Profilo e contesto
La MG GS è il primo SUV dalla MG Motor in Cina. È stato lanciato al salone di Shanghai nell'aprile 2015.

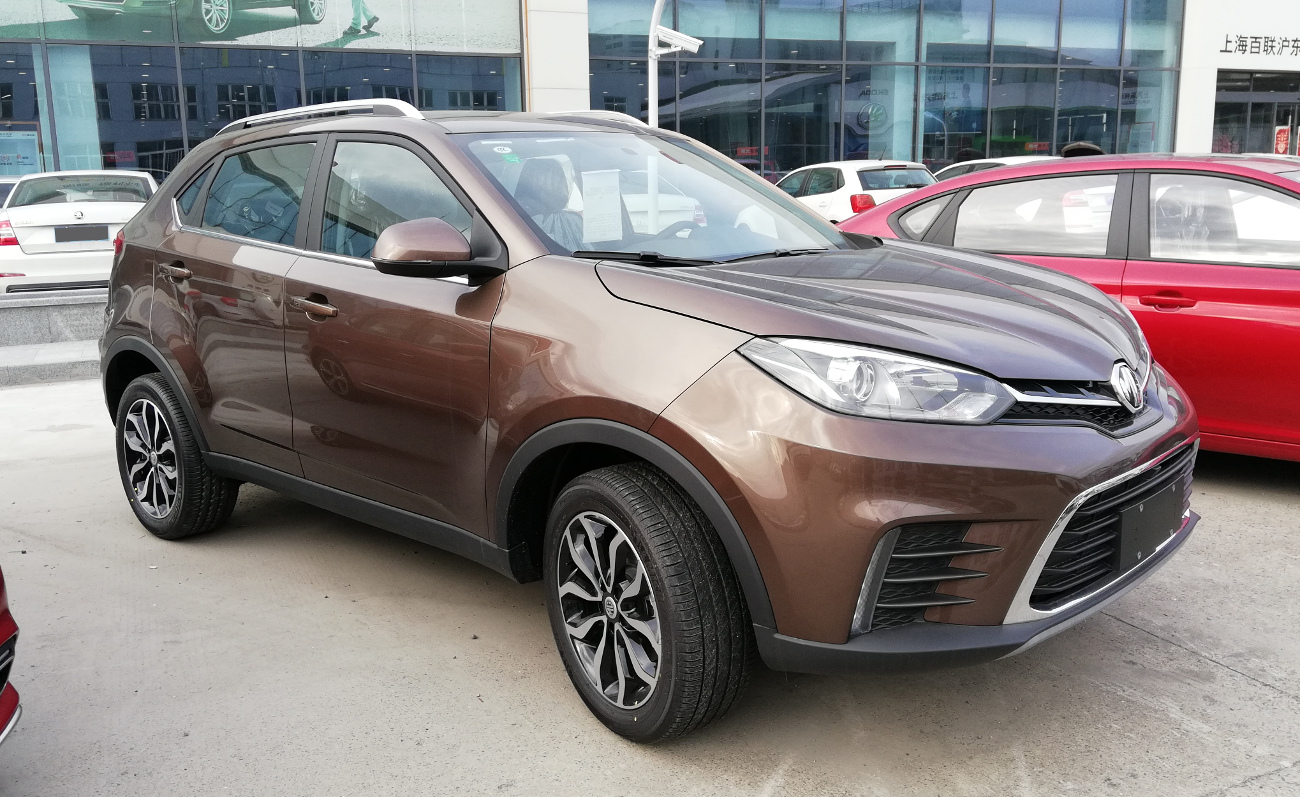
MG GS restyling

La GS è stata anticipata dalla MG CS Concept, presentata sempre a Shanghai nel 2013. Il design della GS è opera del designer Anthony Williams-Kenny, in una collaborazione con i centri stile di Shanghai e di Longbridge.
La GS utilizza una nuova piattaforma sviluppata dalla SAIC Motor e utilizzata anche dalla Roewe RX5. Dimensionalmente la vettura ha un passo di 2650 mm e una lunghezza di 4500 mm. La GS è disponibile in due versioni, una a trazione anteriore e una a trazione integrale.
La trazione integrale non è disponibile nel Regno Unito, ma solo in Cina e Tailandia. 
La GS è stata lanciata nel Regno Unito a maggio 2016 al salone di Londra, con le vendite che sono iniziate nello stesso anno. Viene assemblata a Lingang a Shanghai in Cina. Nel 2017 le vetture destinate al mercato cinese sono state sottoposte a un restyling, con lievi modifiche ai paraurti anteriori e posteriori.
Oltre all'esterno, anche l'interno è stato aggiornato, con nuovi materiali bocchette dell'aria ridisegnate, in modo simili a quelli della  MG ZS, per allinearla con il resto della gamma.
Le motorizzazioni inizialmente disponibili sono state due motori quattro cilindri a benzina turbocompressi: un 1,5 litri da 170 CV con 249 Nm di coppia, sviluppato in collaborazione con General Motors e chiamoto GM Small Gasoline Engine (SGE); da 2,0 litri 220 CV 350 Nm.